# Mermaids
Music From the Original Motion Picture Soundtrack - Mermaids — саундтрек к фильму «Русалки» с Шер, Вайноной Райдер, Кристиной Риччи и Бобом Хоскинсом в главных ролях.

## Об альбоме
Альбом был выпущен 13 ноября 1990 года в Европе и 8 декабря в США. Диск достиг #65 в чарте Billboard 200. Две песни, записанные Шер для фильма, были выпущены в рамках промокампании как синглы. «Baby I'm Yours» — первый европейский сингл с альбома не имел успеха, достигнув лишь #89 в чарте Великобритании. В то время как «The Shoop Shoop Song (It's in His Kiss)» стал мировым хитом и её вторым хитом #1 в Великобритании. Песня также попала в топ-10 чартов почти всех европейских стран. Однако, песня не сыскала подобного успеха в Северной Америке, достигла #33 в Billboard Hot 100 и #21 в чарте Канады. Хоть песня и не имела такого успеха на радио, как в Европе, песня получила ротации на радио Adult Contemporary в США и в Канаде. Сингл расположился на 7-м месте в чарте США Hot Adult Contemporary Tracks и на 4-м в Канаде.

## Отзывы критиков
Brian Mansfield дал альбому 3 звезды из 5-ти, сказав, что альбом «полон поп-музыки добитловской эры». Также он заявил, что песня  «Sleepwalk» с альбома великолепна.

## Список композиций
| №   | Название                                  | Автор(ы)                                     | Исполнители                        | Длительность |
| --- | ----------------------------------------- | -------------------------------------------- | ---------------------------------- | ------------ |
| 1.  | «The Shoop Shoop Song (It's in His Kiss)» | Rudy Clark                                   | Cher                               | 2:51         |
| 2.  | «Big Girls Don't Cry»                     | Bob Crewe, Bob Gaudio                        | Frankie Valli and The Four Seasons | 2:25         |
| 3.  | «You've Really Got a Hold on Me»          | Smokey Robinson                              | Smokey Robinson and The Miracles   | 2:57         |
| 4.  | «It's My Party»                           | Walter Gold, John Gluck Jr., Herb Weiner     | Lesley Gore                        | 2:21         |
| 5.  | «Johnny Angel»                            | Lyn Duddy, Lee Pockriss                      | Shelley Fabares                    | 2:22         |
| 6.  | «Baby I'm Yours»                          | Van McCoy                                    | Cher                               | 3:19         |
| 7.  | «Just One Look»                           | Gregory Carroll, Doris Payne                 | Doris Troy                         | 2:26         |
| 8.  | «Love Is Strange»                         | Mickey Baker, Sylvia Vanderpool, Ethel Smith | Mickey & Sylvia                    | 2:55         |
| 9.  | «Sleepwalk»                               | Santo Farina, Johnny Farina                  | Santo & Johnny                     | 2:21         |
| 10. | «If You Wanna Be Happy»                   | Joseph Royster, Carmella Guida, Frank Guida  | Jimmy Soul                         | 2:11         |

## Над альбомом работали
- Исполнитель: Cher
- Продюсер: Peter Asher
- Исполнитель: Shelley Fabares
- Исполнитель: Frankie Valli
- Исполнитель: The Four Seasons
- Исполнитель: Lesley Gore
- Исполнитель: Mickey & Sylvia
- Исполнитель: The Miracles
- Исполнитель: Santo & Johnny
- Исполнитель: Jimmy Soul
- Исполнитель: Doris Troy
- Исполнитель: Smokey Robinson
- Сведение: John Kalodner
- Ремастеринг: David Donnelly
- Ремастеринг: Dan Hersch
- Координатор проекта: Debra Shallman
- Фото: Kerry Hayes
- Дизайн: Kevin Reagan
- Дизайн: Janet Wolsborn

## Чарты
| Чарт (1990)            | Место |
| ---------------------- | ----- |
| U.S. Billboard 200     | 65    |
| Austrian Albums Chart  | 29    |
| Norwegian Albums Chart | 11    |